# Jim Brickman
Jim Brickman (ur. 20 listopada 1961) – amerykański pianista, kompozytor muzyki adult contemporary.

## Życiorys
Jim Brickamn studiował na Cleveland Institute of Music. W wieku 19 lat rozpoczął pisanie komercyjnych dżingli, co zapoczątkowało współpracę z Jimim Hensonem przy produkcji The Muppet Show i Ulicy Sezamkowej. Swój debiutancki album No Words wydał w 1994 roku.

## Dyskografia

### Albumy studyjne
- 1994 No Words
- 1995 By Heart: Piano Solos
- 1997 Picture This
- 1997 Gift
- 1998 Visions of Love
- 1999 If You Believe
- 1999 Destiny
- 2000 My Romance: An Evening with Jim Brickman
- 2001 Simple Things
- 2002 Valentine
- 2002 Love Songs and Lullabies
- 2003 Peace
- 2005 Grace
- 2005 The Disney Songbook
- 2006 Escape
- 2006 Christmas Romance
- 2007 Homecoming
- 2008 Unspoken
- 2008 The Hymns & Carols of Christmas
- 2009 Christmas Piano
- 2009 Beautiful World
- 2009 Joy
- 2009 Christmas Joy
- 2009 From the Heart
- 2010 Never Alone
- 2010 Home
- 2010 Love
- 2011 Yesterday Once More: A Tribute to the Music of the Carpenters
- 2011 Piano & Friends
- 2011 All Is Calm
- 2011 Romanza
- 2012 Piano Music for Moms: Mother's Day Music Collection
- 2012 Piano Music For Weddings
- 2012 Piano Lullabies: Baby's Bedtime Favorites
- 2012 Romance

### DVD
- 2000 My Romance: An Evening with Jim Brickman
- 2006 Jim Brickman at the Magic Kingdom: The Disney Songbook
- 2009 Beautiful World